# Distretto di Mazıdağı
Il distretto di Mazıdağı (in turco Mazıdağı ilçesi) è uno dei distretti della provincia di Mardin, in Turchia.